# آکیوالدو مسکورا
آکیوالدو مسکورا (انگلیسی: Aquivaldo Mosquera؛ زادهٔ ۲۲ ژوئن ۱۹۸۱) بازیکن سابق فوتبال اهل کلمبیا است. او همچنین دارای تابعیت مکزیک است.
وی همچنین در تیم ملی فوتبال کلمبیا بازی کرده‌است.